# カルロス・エンリケ・クペール・カルドーソ
エンリケ（本名：Carlos Henrique Kupper Cardoso、1962年7月6日 - 2020年2月）は、ブラジル出身の元サッカー選手。

## 略歴
1994年に東北社会人サッカーリーグのブランメル仙台（現：ベガルタ仙台）へ移籍。仙台の外国人選手第1号となる。1995年1月の全国地域リーグ決勝大会では、チームの優勝とJFL昇格に貢献。
JFLでは、1995年は多くの試合に出場して活躍。しかし、翌1996年は、新監督となった佐藤長栄がジェフ市原時代（コーチ）の外国人を3人補強し、戦術も一新した影響で、背番号を5から0に変更させられ、1試合も出番がないままシーズン途中で退団した。なお、ブランメル仙台（東北電力サッカー部時代と、ベガルタ仙台となってから含む）で背番号0をつけた選手はエンリケしかいない。
2020年2月、舌癌により57歳で死去。

## 所属クラブ
- 1982年-1984年  グアラニFC
- 1984年-1985年  ECコメルシアウ
- 1986年-1988年  CRヴァスコ・ダ・ガマ
- 1989年-1992年  ロウレターノDC
- 1992年-1994年  CDナシオナル
- 1994年-1995年  ブランメル仙台
- 1996年  富士通川崎
- 1998年  カンピーナスFC